# Slag bij Genale Doria
De Slag bij Genale Doria of Slag bij Ganale Dorya of Slag bij Genale Wenz was een veldslag van 12 tot 20 januari 1936 tussen de Italianen en de Ethiopiërs op het zuidelijk front van de Tweede Italiaans-Ethiopische Oorlog. Hoewel begonnen als Ethiopisch offensief, vernietigde de Italiaanse luchtmacht het Ethiopisch leger.

## Voorgaande

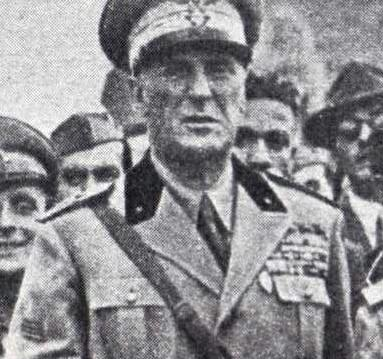
Generaal Rodolfo Graziani

Op 7 maart 1935 was generaal Rodolfo Graziani geland te Mogadishu. Bijna heel het Italiaans expeditieleger zat in Eritrea, waardoor de belangrijkste gevechten op het noordelijk front geleverd zouden worden en hij in Italiaans Somaliland een verdedigende rol van bijkomstige betekenis zou spelen.
Graziani had maar één divisie, de 29e infanteriedivisie Peloritana, terwijl er tien divisies in het noorden waren. Generaal Emilio De Bono had Graziani bevolen om zich in te graven in verdedigende stellingen en een Ethiopische aanval af te wachten.
Graziani trachtte Benito Mussolini te overtuigen, om de plannen te wijzigen en hem een meer actieve rol op het zuidelijk front toe te bedelen. Mussolini wilde snelle actie en had oren naar het plan van Graziani.
Tussen april en december verbeterde Graziani de wegen en havenfaciliteiten te Mogadishu, verzekerde hij de watervoorziening, sloeg hij voorraden en munitie op en kocht hij honderden Amerikaanse voertuigen van Britse handelaars in Mombasa en Dar es Salaam.
Op 3 oktober 1935 trok De Bono Ethiopië binnen vanuit het noorden. Graziani had alles voorzien om op te rukken naar Harar in het zuiden, maar hij had maar één divisie tegen de twee legers van samen 80.000 Ethiopiërs.
Toen De Bono in het noorden de Mareb-rivier overstak, voerde Graziani zijn plan uit. Hij viel de Ethiopische grensposten aan om te zien hoe de Ethiopiërs zouden reageren. Onder hevige regens namen de Italianen in drie weken de dorpen Kelafo, Dagnerai, Gerlogubi en Gorahai in.

## Gorahai

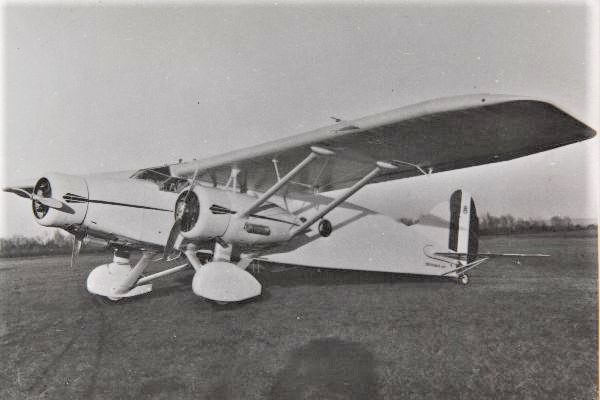
Een Aero-Caproni

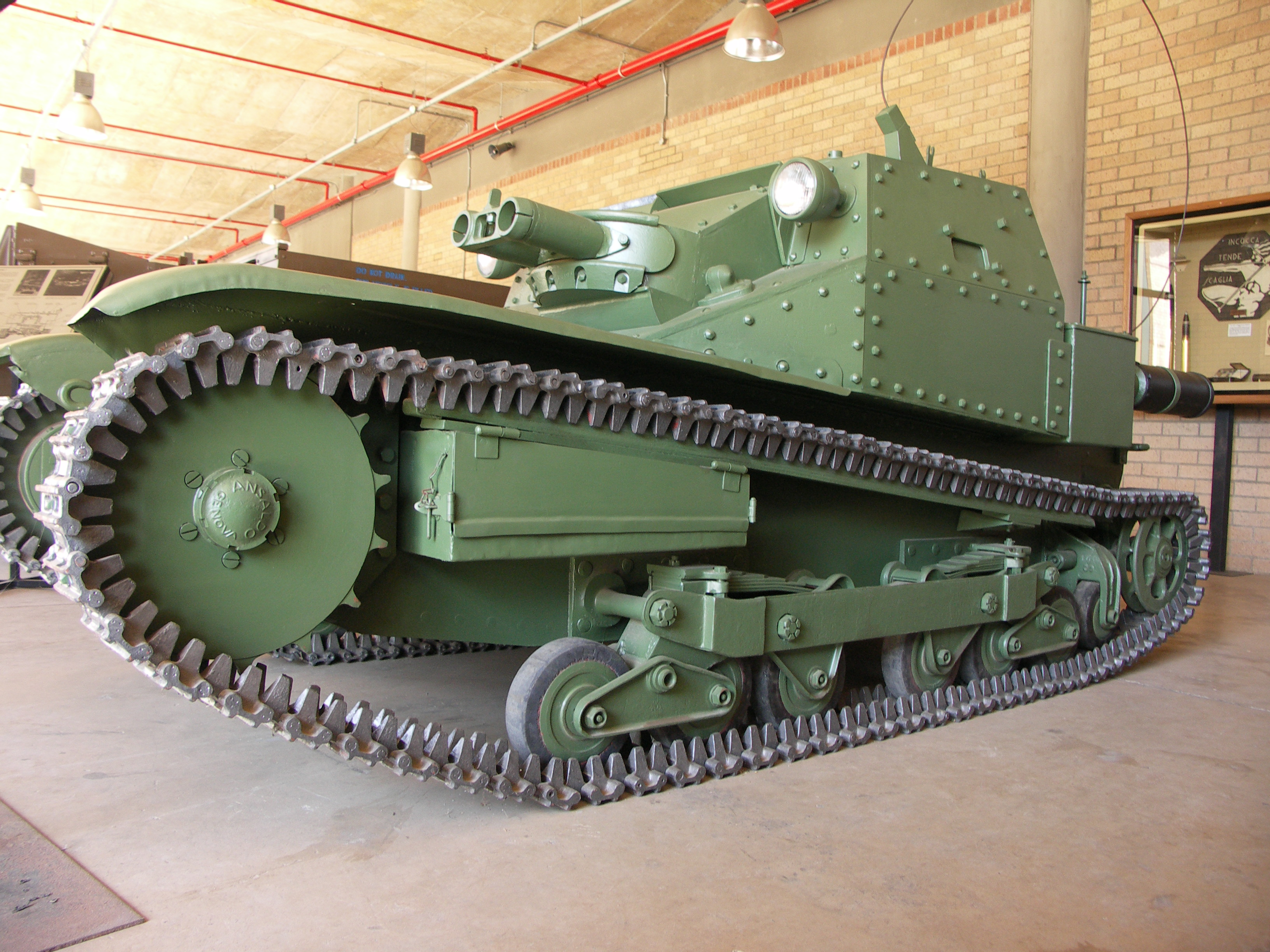
Een Fiat Ansaldo L3/35 tankette

Te Gorahai zaten 3000 krijgers van Sayyid Mohammed Abdullah Hassan, die de Britten "Mad Mullah" noemden, hoewel hij geen Mollah was en evenmin gek.
Grazmach en Balambaras Afawarq Walda Samayat had van Gorahai een legerkamp gemaakt. Aero-Capronis van de Regia Aeronautica bombardeerden Gorahai regelmatig. Afawarq bediende persoonlijk het enige luchtafweergeschut, een Oerlikon van 37 mm.
Bij een van die bombardementen raakte Afawarq zwaargewond. Hij weigerde zich te laten afvoeren naar het ziekenhuis, omdat hij vreesde dat het moreel van zijn troepen zou lijden onder zijn afwezigheid. Na 48 uur trad gangreen op in de wond en Afawarq stierf. Keizer Haile Selassie bevorderde hem postuum tot Dejazmach.
Na de dood van Afawarq vluchtten zijn mannen uit Gorahai. Graziani zond een vliegende brigade onder kolonel Pietro Maletti om de vluchtenden te achtervolgen. Maletti haalde de vluchtenden in, maar ze keerden om en vielen hem aan. Te Anale kregen de Ethiopiërs versterking van troepen die gekomen waren om Gorahai te ontzetten. Het gevecht werd geleverd onder een verzengende zon. De kleine L3/35 tankettes met twee man raakten vast in het ruw terrein. De Ethiopiërs kropen erop en vuurden dan doorheen de spleten in het pantser. Hoewel de Italianen over betere uitrusting beschikten, kregen ze nooit de bovenhand. Na uren strijd trokken beide zijden terug en eisten beide zijden de overwinning op.
De Italianen vorderden in vier dagen 200 km op het zuidelijk front. Zo kwamen Jijiga, Harar en de Compagnie Impériale des Chemins de fer d'Éthiopie, de enige spoorlijn van het land in hun bereik.

## Ethiopisch offensief
Ras Desta daalde af van de hoogvlakte van Bale en verzamelde zijn leger van 20.000 man te Negele Boran in de provincie Sidamo. Hij wilde langs de rivier Ganale Dorya en dan langs de Jubbarivier 300 km naar het zuiden oprukken en de grensstad Dolo innemen en van daar Italiaans Somaliland. Dit ambitieus plan werd op de marktpleinen besproken.
Ras Desta rukte op in drie colonnes. Twee werden geleid door Fitauris Ademe Anbassu en Tademme Zelleka. Kenyazmach Bezibeh Sileshi voerde het bevel over een bataljon elitetroepen van de Keizerlijke Wacht.

## Beyene Merid

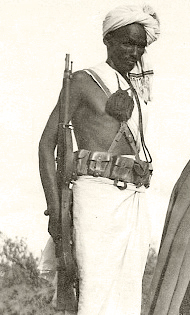
Een Dubat die vocht met de Italianen

Tegelijk trok een leger van 4000 man uit de provincie Bale langs de Shebellerivier naar Somalië onder Dejazmach Beyene Merid. In november vocht die troepenmacht tegen 1000 dubats van de Italiaans gezinde Olol Diinle. Beide zijden trokken zich terug. Beyene Merid was zwaargewond en het leger van Bale staakte de opmars.

## Italiaanse verdediging
Op 13 november verplaatste Graziani zijn hoofdkwartier naar Baidoa. Midden november waren onderdelen van de Italiaanse Libische Koloniale Divisie en de 6e divisie zwarthemden Tevere in Somalië. In november kwamen nog andere versterkingen aan, die Graziani te Dolo bij de grens opstelde.
Begin december was Graziani paraat voor een tegenaanval tegen Ras Desta. Benito Mussolini had ondertussen Emilio De Bono als opperbevelhebber vervangen door maarschalk Pietro Badoglio. Badoglio merkte de voorbereiding van Graziani en zond hem een telegram om hem te herinneren aan zijn verdedigende opdracht. Graziani deed alsof hij instemde, maar communiceerde met Rome om toestemming voor een offensief te krijgen. Mussolini gaf Graziani toestemming voor "een beperkte aanval in geval van volstrekte noodzaak" en Graziani nam dat aan voor de toestemming die hij nodig had.
Graziani organiseerde zijn troepen in drie colonnes. Rechts zou een eerste colonne oprukken naar de vallei van de Genale Doria. In het midden zou een tweede colonne oprukken naar Filtu. Links zou een derde colonne oprukken naar de vallei van de Dawarivier. Alle drie de colonnes beschikten over motorvoertuigen en enkele tanks en voor de normen van 1936 was dit gemotoriseerde infanterie.

## Regia Aeronautica
Graziani beschikte ook over de 7e wing bommenwerpers van de Regia Aeronautica.
Op 12 januari dropte de Regia Aeronautica twee ton mosterdgas op de Ethiopiërs en de bombardementen gingen drie dagen door. De lange mars door de woestijn met onvoldoende rantsoenen, dysenterie, malaria en de luchtaanvallen braken het moreel van de Ethiopiërs.
Op 15 januari kwamen de drie Italiaanse colonnes vooruit en Ras Desta wilde hen tegenhouden aan de samenvloeiing van de Genale Dori en de Dawa tot de Juba ten noordwesten van Dolo. De Italianen noemden dit onderdeel van het gevecht de slag bij de drie rivieren.
De Italianen vielen aan in de flanken en de Ethiopiërs trokken zich terug.
Dan werden ze vanuit de lucht aangevallen. De Italiaanse motorvoertuigen staken hen voorbij en bezetten de waterbronnen. Het leger van Ras Desta viel uiteen. De Ethiopiërs hadden 9000 man verloren. Ras Desta ontsnapte op een muilezel naar de hoofdstad Addis Abeba.

## Nasleep
Op 20 januari hadden alle drie de Italiaanse colonnes hun doelen bereikt en namen ze zonder weerstand Negele Boran in. Op 24 januari gaf Graziani bevel aan de commandant van de luchtmacht:
 "Verbrand en vernietig alles wat brandbaar en vernietigbaar is, bombardeer de bossen met gas en brandbommen!"
Halverwege de slag waren 900 soldaten uit Eritrea gedeserteerd. Graziani beval om de lijken van de soldaten uit Eritrea te laten rotten op het slagveld. 1000 soldaten uit Eritrea zouden bij de Slag bij Maychew aan Ethiopische kant gevochten hebben.
Toen hij Wadera bereikt had, trok Graziani zich 90 km terug naar Negele Boran om zich te bevoorraden met voedsel en munitie. Op het noordelijk front zou de Eerste Slag bij Tembien beginnen.